# Contea di Grant (Washington)
La contea di Grant (in inglese Grant County) è una contea dello Stato di Washington, negli Stati Uniti. La popolazione al censimento del 2000 era di 74 698 abitanti. Il capoluogo di contea è Ephrata.

## Geografia
La contea si trova nel centro-est dello Stato. Il fiume Columbia forma i confininord, sud e ovest. Il territorio si trova nel Bacino del Columbia. Le channeled scablands occupano la parte nord-est della contea, a nord-est del Soap Lake, di Ephrata e di Moses Lake. Nel nord-ovest della contea si trova la regione del Waterville Plateau, con colline fertili. Nel nord della contea si trova la diga Grand Coulee, il più grosso impianto di produzione di energia idroelettrica in calcestruzzo degli Stati Uniti.

### Contee confinanti
- Contea di Douglas - nord
- Contea di Okanogan - nord-est
- Contea di Lincoln - est
- Contea di Adams - est
- Contea di Franklin - sud-est
- Contea di Benton - sud
- Contea di Yakima - sud-ovest
- Contea di Kittitas - ovest

## Storia
La contea fu fondata nel 1909 da parte della contea di Douglas. Fu chiamata così in onore del presidente Ulysses S. Grant.

## Comuni

### Cities
- Electric City
- Ephrata (capoluogo)
- George
- Grand Coulee
- Mattawa
- Moses Lake
- Quincy
- Royal City
- Soap Lake
- Warden

### Towns
- Coulee City
- Coulee Dam
- Hartline
- Krupp
- Wilson Creek

### Census-designated places
- Banks Lake South
- Beverly
- Cascade Valley
- Crescent Bar
- Desert Aire
- Lakeview
- Marine View
- Moses Lake North
- Schwana
- Sunland Estates
- Wheeler